# 餘震
余震是指跟隨在主震後發生的一連串地震。主震發生後，斷層上的應力分佈會產生改變，在應力再調整的過程中就造成一系列的餘震。余震与主震通常发生在同一個破裂帶上，比主震的規模小，然而有時主震造成的應力變化會不侷限於主震所造成的破裂面上，這個現象又稱之為庫侖應力轉移。不過大致來說，餘震反應主震的斷層破裂面，對於瞭解斷層的幾何有極大的貢獻。在時間上的分佈通常以修正大森法則來描述，也經常以古登堡－芮克特定律關係式來描述規模的變化。

## 修正大森法則
大森法則是描述餘震衰減速率的經驗關係式，由大森房吉在1894年提出。
{\displaystyle n(t)={\frac {K}{c+t}}}
其中：
- {\displaystyle n(t)} 是主震發生後到特定時間 t 內地震的數量，
- {\displaystyle K} 和 {\displaystyle c} 是係數。

修正大森法則在1961年由宇津德治提出，為目前大家廣泛使用的版本。
{\displaystyle n(t)={\frac {k}{(c+t)^{p}}}}
其中：
- {\displaystyle p} 是和衰減速度相關的係數。

## Gutenberg－Richter關係式
餘震在特定時間內規模和地震數量的關係可以由Gutenberg－Richter關係式來描述。
{\displaystyle \!\,N=10^{A-bM}}
其中：
- {\displaystyle N} 在給定規模範圍內的地震數量。
- {\displaystyle M} 最小規模，超過此規模的地震都能完整的被地震觀測網所偵測。
- {\displaystyle A} 和 {\displaystyle b} 是係數。